# 大町 (鎌倉市)
大町（おおまち）は神奈川県鎌倉市鎌倉地域にある大字。現行行政地名は大町一丁目から大町七丁目。住居表示は一丁目〜六丁目は実施済み区域、七丁目は未実施区域。

## 地理・歴史
小町大路の滑川にかかる夷堂橋以北を小町とし、以南を大町と呼称した。街の規模が小町に比べて大きかったので、大町と称したという。かつては現在の材木座、由比ヶ浜に至る一帯を指していた。
古代の東海道は鎌倉市中を通過しており、鎌倉時代には大町大路の若宮大路以西の部分（現由比ガ浜）が重複していたと考えられる。大町大路と小町大路の交差する地点一帯が、町屋（商店）が並ぶ商業地域であった。
吾妻鏡によると、承久2年（1220年）2月16日に火災が発生し浜辺まで類焼、また小町大路を北上し北条泰時邸の前まで延焼した。鎌倉幕府は建長3年（1251年）、文永2年（1265年）に町屋を大町、小町など7箇所に限定している。
旧高旧領取調帳によると、幕末の大町村は鶴岡八幡宮、八雲神社、妙本寺、別願寺、安養院、長勝寺、本興寺の所領になっており、総額四五六貫一五〇文となっている。
昭和14年（1939年）に鎌倉市の大字となり、昭和41年（1966年）に住居表示に伴い大町一丁目-七丁目となった。

### 地価
住宅地の地価は、2023年（令和5年）1月1日の公示地価によれば、大町3-16-3の地点で25万8000円/m2となっている。

## 世帯数と人口
2023年（令和5年）9月1日現在（鎌倉市発表）の世帯数と人口は以下の通りである。
| 丁目       | 世帯数    | 人口    |
| ---------- | --------- | ------- |
| 大町一丁目 | 430世帯   | 816人   |
| 大町二丁目 | 541世帯   | 1,171人 |
| 大町三丁目 | 385世帯   | 843人   |
| 大町四丁目 | 371世帯   | 893人   |
| 大町五丁目 | 287世帯   | 663人   |
| 大町六丁目 | 200世帯   | 512人   |
| 大町七丁目 | 84世帯    | 210人   |
| 計         | 2,298世帯 | 5,108人 |

### 人口の変遷
国勢調査による人口の推移。
| 年                 | 人口  |
| ------------------ | ----- |
| 1995年（平成7年）  | 5,519 |
| 2000年（平成12年） | 5,443 |
| 2005年（平成17年） | 5,497 |
| 2010年（平成22年） | 5,529 |
| 2015年（平成27年） | 5,422 |
| 2020年（令和2年）  | 5,149 |

### 世帯数の変遷
国勢調査による世帯数の推移。
| 年                 | 世帯数 |
| ------------------ | ------ |
| 1995年（平成7年）  | 2,110  |
| 2000年（平成12年） | 2,173  |
| 2005年（平成17年） | 2,276  |
| 2010年（平成22年） | 2,348  |
| 2015年（平成27年） | 2,330  |
| 2020年（令和2年）  | 2,252  |

## 学区
市立小・中学校に通う場合、学区は以下の通りとなる（2017年7月時点）。
| 丁目       | 番地 | 小学校             | 中学校             |
| ---------- | ---- | ------------------ | ------------------ |
| 大町一丁目 | 全域 | 鎌倉市立御成小学校 | 鎌倉市立御成中学校 |
| 大町二丁目 | 全域 | 鎌倉市立第一小学校 | 鎌倉市立第一中学校 |
| 大町三丁目 | 全域 | 鎌倉市立第一小学校 | 鎌倉市立第一中学校 |
| 大町四丁目 | 全域 | 鎌倉市立第一小学校 | 鎌倉市立第一中学校 |
| 大町五丁目 | 全域 | 鎌倉市立第一小学校 | 鎌倉市立第一中学校 |
| 大町六丁目 | 全域 | 鎌倉市立第一小学校 | 鎌倉市立第一中学校 |
| 大町七丁目 | 全域 | 鎌倉市立第一小学校 | 鎌倉市立第一中学校 |

## 事業所
2021年（令和3年）現在の経済センサス調査による事業所数と従業員数は以下の通りである。
| 丁目       | 事業所数  | 従業員数 |
| ---------- | --------- | -------- |
| 大町一丁目 | 81事業所  | 421人    |
| 大町二丁目 | 60事業所  | 215人    |
| 大町三丁目 | 21事業所  | 94人     |
| 大町四丁目 | 19事業所  | 241人    |
| 大町五丁目 | 28事業所  | 232人    |
| 大町六丁目 | 7事業所   | 13人     |
| 大町七丁目 | 1事業所   | 6人      |
| 計         | 217事業所 | 1,222人  |

### 事業者数の変遷
経済センサスによる事業所数の推移。
| 年                 | 事業者数 |
| ------------------ | -------- |
| 2016年（平成28年） | 210      |
| 2021年（令和3年）  | 217      |

### 従業員数の変遷
経済センサスによる従業員数の推移。
| 年                 | 従業員数 |
| ------------------ | -------- |
| 2016年（平成28年） | 1,172    |
| 2021年（令和3年）  | 1,222    |

## 寺社・旧跡
- 八雲神社
- 妙本寺
- 別願寺
- 安養院
- 上行寺
- 安国論寺
- 本興寺
- 長勝寺
- 常栄寺（ぼたもち寺）
- 名越切通 - 国史跡、逗子市との境

## 著名な住民
- 宇佐美淳
- 堺駿二
- 月丘夢路

## その他

### 日本郵便
- 郵便番号 : 248-0007[3]（集配局 : 鎌倉郵便局[17]）。